# Clécy
Clécy ist eine französische Gemeinde mit 1.301 Einwohnern (Stand: 1. Januar 2022) im Département Calvados in der Region Normandie; sie gehört zum Arrondissement Caen und zum Kanton Le Hom. Die Einwohner werden Clécyens genannt.

## Geographie
Clécy liegt etwa 31 Kilometer südsüdwestlich von Caen an der Orne in der Normannischen Schweiz. Umgeben wird Clécy von den Nachbargemeinden Saint-Rémy im Norden, Le Vey im Osten und Nordosten, Le Bô im Osten, Cossesseville im Osten und Südosten, Pont-d’Ouilly im Süden und Südosten, Saint-Denis-de-Méré im Süden, Proussy im Südwesten, La Villette im Westen sowie Saint-Lambert im Nordwesten.

## Bevölkerungsentwicklung
| Jahr                       | 1962 | 1968 | 1975 | 1982 | 1990 | 1999 | 2006 | 2019 |
| Einwohner                  | 1275 | 1238 | 1187 | 1197 | 1182 | 1252 | 1231 | 1305 |
| Quellen: Cassini und INSEE |      |      |      |      |      |      |      |      |

## Sehenswürdigkeiten
- Kirche Saint-Pierre aus dem 15. Jahrhundert
- Schloss La Landelle
- Herrenhaus von Placy aus dem 16. Jahrhundert
- Viadukt von Clécy von 1866
- Gartenbahnanlage

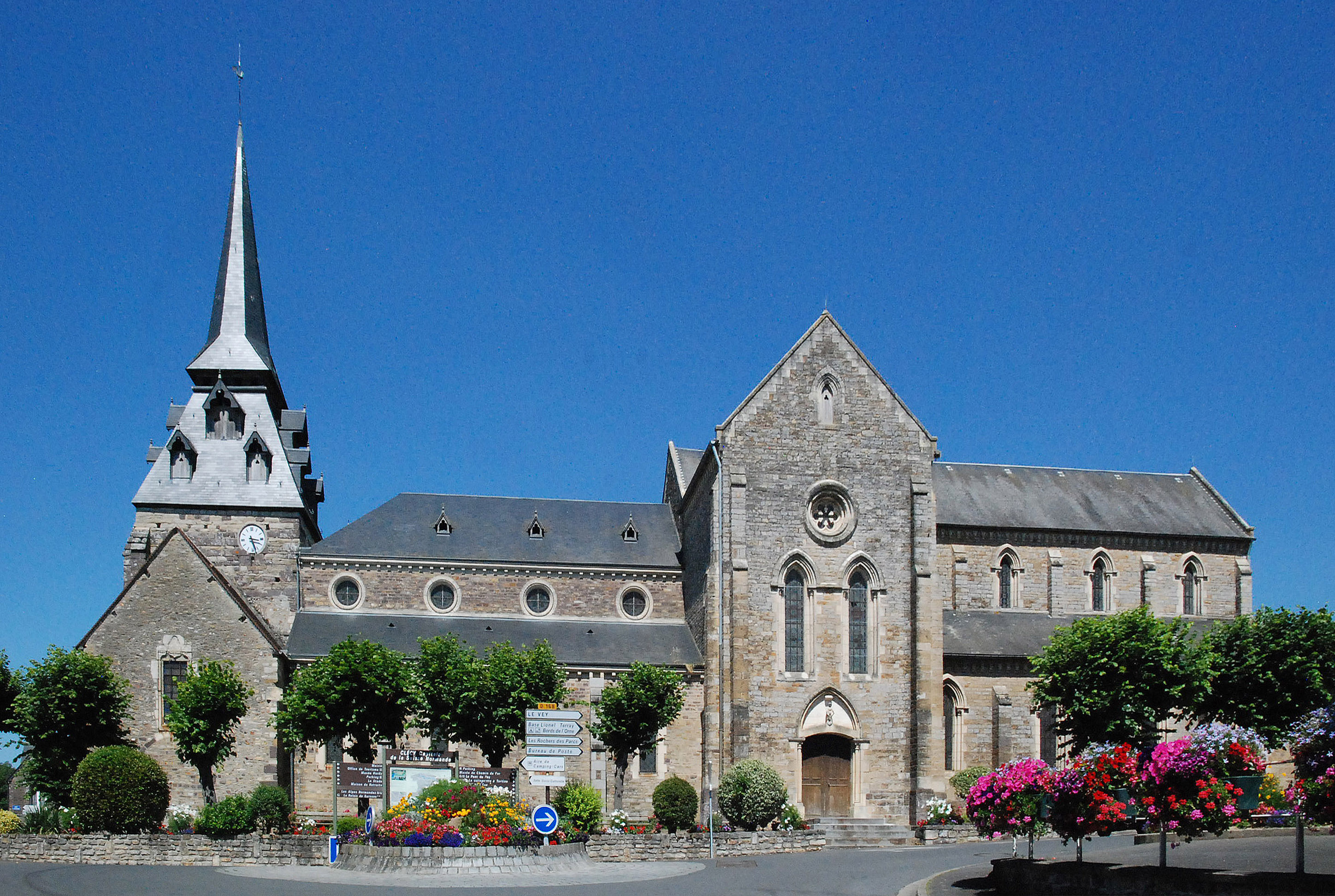
Kirche Saint-Pierre
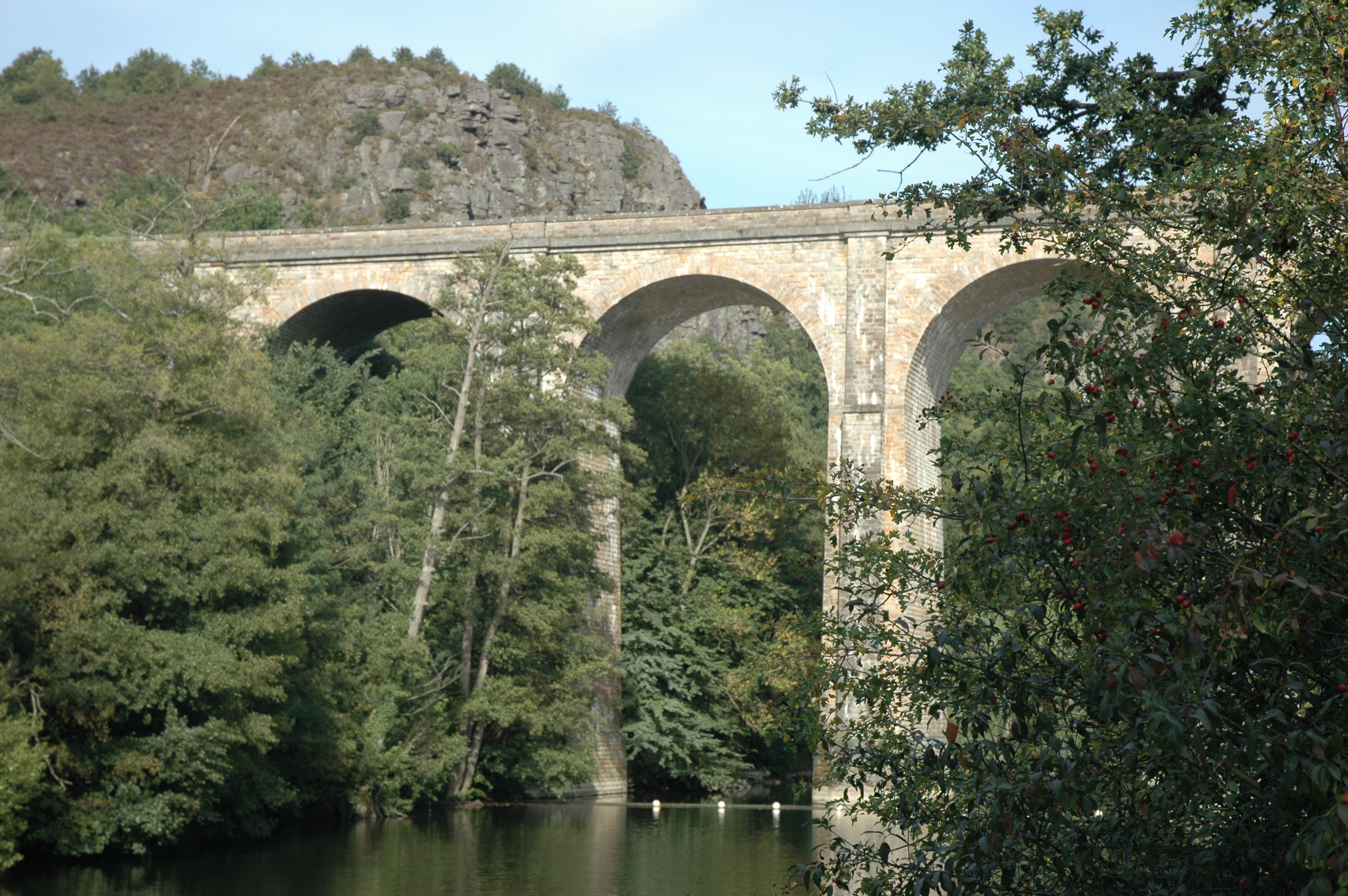
Viadukt von Clécy

## Persönlichkeiten
- Paul Émile Pissarro (1884–1972), Maler, lebte von 1937 bis zu seinem Tod in Clécy.
- Lélia Pissarro (* 1963), Malerin und Galeristin, verbrachte ihre Kindheit bei ihrem Großvater in Clécy.